# Ямамото Ісороку
Ісороку Ямамото (яп. 山本 五十六; 4 квітня 1884, Наґаока, Японська імперія — 18 квітня 1943, Бугенвіль, Соломонові острови) — видатний японський воєначальник, маршал флоту (18 квітня 1943, посмертно) Японської імперії, головнокомандувач Об'єднаного флоту під час Другої світової війни, керував найбільш успішними операціями Тихоокеанського театру воєнних дій, випускник Військової академії флоту Японії, Військово-морського коледжу США і Гарвардського університету (1919—1921). Єдиний кавалер Лицарського хреста Залізного хреста з дубовим листям і мечами, який не був військовослужбовцем Третього Рейху.
Під час навчання в Гарварді обіймав посаду війського аташе при посольстві Японії у Вашингтоні. Служив на флоті почав під час російсько-японської війни, в якій він втратив два пальця під час битви за Цусіму. Він був одним із тих хто вважав, що морська авіація та авіаносці відіграватимуть ключову роль у майбутньому. 
1939 року Ямамото був призначений головнокомандувачем Об'єднаного флоту та отримав поручення зі створенням стратегії для війни проти США. Попри це, до останнього він виступав проти союзу з Німеччиною та наполягав на необхідності підтримання хороших відносин із Америкою.
Ямамото обіймав низку важливих посад у флоті Японської імперії, завдяки чому зумів здійснити у ньому ряд змін і реорганізацій, особливо в розвитку військово-морської авіації. Очолював основні сили Імперського флоту під час перших, доволі успішних для Японії, років війни в Тихому океані. Розробив плани таких масштабних битв як напад на Перл-Гарбор і битва за Мідвей, особисто командував їх веденням. Керував військами в обороні Соломонових островів під час битви за Гуадалканал, в якій союзники здобули стратегічну перемогу.
Загинув під час інспекційного вильоту на фронтові позиції на Соломонових островах, коли його літак був збитий американськими винищувачами Локхід P-38 Лайтнінг повітряних сил Армії США. Смерть адмірала стала великим ударом по бойовому духу японських військ, що надалі сильно вплинуло на їхню боєздатність.

## Дитинство і юність
Ісороку Ямамото народився 4 квітня 1884 року під іменем Ісороку Такано (яп. 高野 五十六) в місті Наґаока, префектура Ніїґата. Його батько Садайосі Такано (яп. 高野贞吉) був колишнім самураєм хану (князівства) Наґаока. Ісороку був третьою дитиною від другого шлюбу батька (від першого шлюбу у батька було ще троє дітей). «Ісороку» (яп. 五十六) старояпонською мовою означає «56» і вказує на вік батька при народженні Ісороку. Садайосі Такано брав участь у війні Босін на стороні сьоґунату Едо і після скасування стану самураїв у 1877 році змушений був працювати ковалем, адже через участь у війні на боці самураїв йому відмовляли у працевлаштуванні в офіційних органах. Незабаром після народження Ісороку його батько був призначений директором початкової школи в Наґаока, але сім'я і надалі залишалася однією з найбідніших в місті.
У 1916 році сім'я Ямамото (нащадків Татевакі Ямамото, який також був самураєм хану Наґаока і загинув у війні Босін) усиновила Ісороку і він прийняв прізвище Ямамото. Таким був звичай для японських сімей, в яких не було синів: всиновлювати гідних хлопчиків, щоб зберегти і продовжити прізвище (рід).
Перші уроки Ісороку отримував у християнських місіонерів, зокрема в одного американця, який навчив його спілкуватися англійською мовою. Пізніше він вступив до початкової школи Саканое, а у 1894 році перейшов у середню школу в Наґаока, засновник якої приділяв велику увагу формуванню в учнів таких рис характеру як мужність, воля і, передусім, почуття відповідальності. Навчання у місіонерів, а також у середній школі визначально вплинули на склад характеру Ісороку.

## Початок військової кар'єри

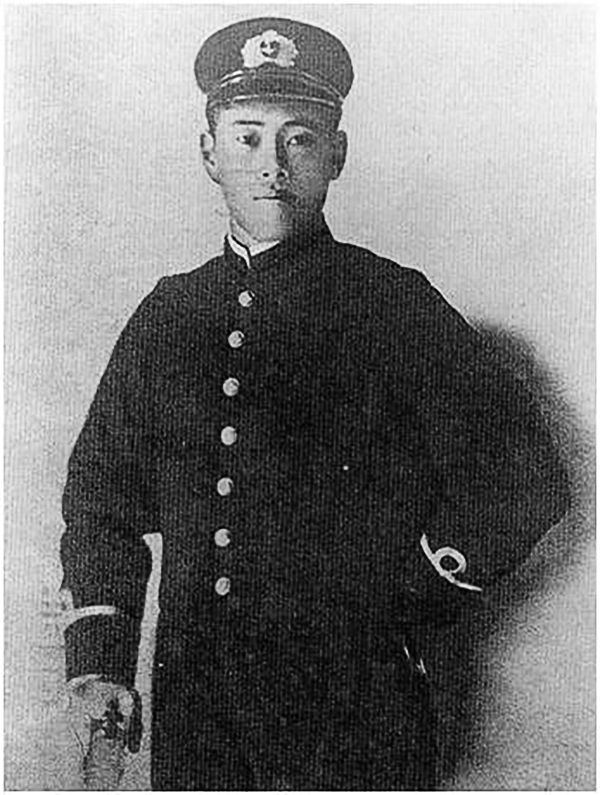
Ісороку Такано — кадет Військової академії флоту Японії, 1905 рік

Навесні 1901 року, Ісороку вирішив стати абітурієнтом Військової академії флоту Японії в місті Етадзіма, що на острові Ета (префектура Хіросіма). Склав вступний іспит з другим за успішністю результатом і тому влітку того ж року почав навчання. Крім навчальних дисциплін, Ісороку займався додатково, особливу увагу приділяючи гімнастиці (найбільше він любив кендо, тому що воно вимагало як фізичних, так і розумових здібностей). Загалом він перебував у дружніх стосунках зі своїми однокурсниками, хоча декілька з них прискіпувалися до молодого Ісороку, адже він був єдиним курсантом, у якого вдома була Біблія. Під час навчання він вибрав кар'єру офіцера-артилериста і закінчив академію в листопаді 1904 року сьомим за успішністю серед понад двохсот курсантів.
Після нетривалої підготовки на навчальному кораблі, 3 січня 1905 року у званні kaigun shōi kōhosei (гардемарин / морський кадет) Ісороку отримав розподіл на крейсер Ніссін (яп. 日進) на посаду для військового звання kaigun (яп. 海軍 — військово-морського флоту) shōi (яп. 少尉 — прапорщик), тобто, мічмана.
Того часу Японія і Російська імперія перебували у стані війни. Вже кілька років перед війною існувала напруженість у відносинах між двома країнами, був значний конфлікт інтересів стосовно Корейського півострова і Маньчжурії. Коли Російська імперія не виконала угоду, за якою вона зобов'язувалася вивести війська з Маньчжурії, Японія розпочала війну, напавши 8 лютого 1904 року на російські військові кораблі в Порт-Артурі. Після декількох поразок російського флоту, а особливо після битви на Жовтому морі в серпні 1904 року, російська 1-а Тихоокеанська ескадра фактично перестала існувати, після чого російським військовим керівництвом з кораблів Балтійського флоту була сформована 2-а Тихоокеанська ескадра, яку послали на Далекий Схід.
Для перехоплення російської 2-ї Тихоокеанської ескадри спеціально був створений Об'єднаний флот під командуванням адмірала Тоґо Хейхатіро, до складу якого увійшов і броненосний крейсер Ніссін. Поблизу острова Цусіма два флоти зустрілися вранці 27 травня 1905 року. У наступній Цусімській битві Ісороку був поранений, коли знаходився в безпосередній близькості до епіцентру вибуху на борту Ніссін. Під час інциденту він утратив два пальці, вказівний і середній на лівій руці, однак не покинув поле бою. Пізніше через його втрачені два пальці гейші дали йому прізвисько «80 сен», тому що зазвичай вони брали за манікюр 100 сен (по 10 за кожен палець).
Ісороку декілька тижнів лікувався у військовому госпіталі в місті Йокосука. 31 серпня 1905 року він отримав звання kaigun shōi (яп. 海軍 少尉) — мічман. Незабаром Портсмутський мирний договір, укладений 5 вересня 1905 року між Російською і Японською імперіями, завершив російсько-японську війну. Наприкінці року Ямамото отримав офіційну подяку, а також листа від адмірала Тоґо, в якому адмірал особисто подякував йому за мужність, проявлену в бойових діях. Пізніше Ісороку служив по декілька місяців на трьох кораблях. Паралельно з цим, він здобув освіту за скороченим терміном як курсант Морської артилерійської школи, приписаної до військово-морської бази в Сасебо, яку закінчив 1907 року. 28 вересня 1907 року йому присвоєно звання kaigun chūi (яп. 海軍 中尉) — молодший лейтенант. Після закінчення Морської артилерійської школи Ісороку призначений на броненосний крейсер Асо (колишній російський крейсер Баян, потоплений біля Порт-Артура, а пізніше піднятий із дна і включений до складу японського флоту, згодом у 1906—1908 роках модернізований), на якому він брав участь у 1909 році в поході до Західного узбережжя США. 11 жовтня 1909 року Ямамото присвоєно звання kaigun taii (яп. 海軍 大尉) — лейтенант.

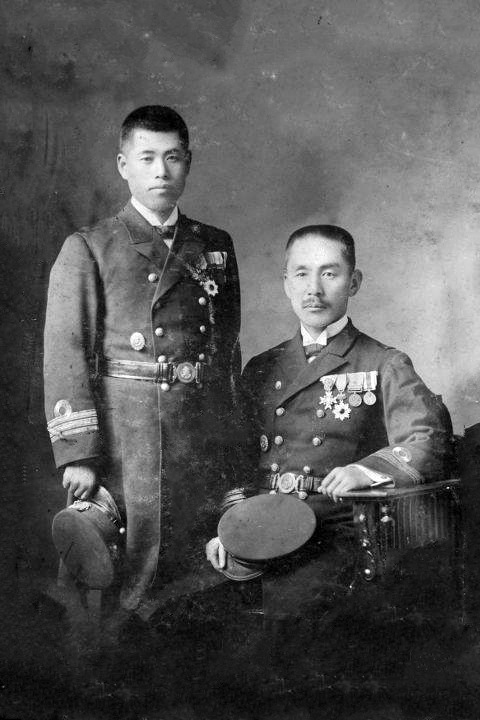
Ісороку Ямамото (ліворуч) зі своїм другом Тейкічі Хорі (праворуч), 1917 рік

1914 року він закінчив Військово-морський коледж США, а вже в грудні 1915 року отримав звання капітана III рангу.

## 20-і та 30-і роки
1 грудня 1923 року Ісороку отримав звання капітана І рангу. У 1924 році він змінив кваліфікацію з морської артилерії на морську авіацію.

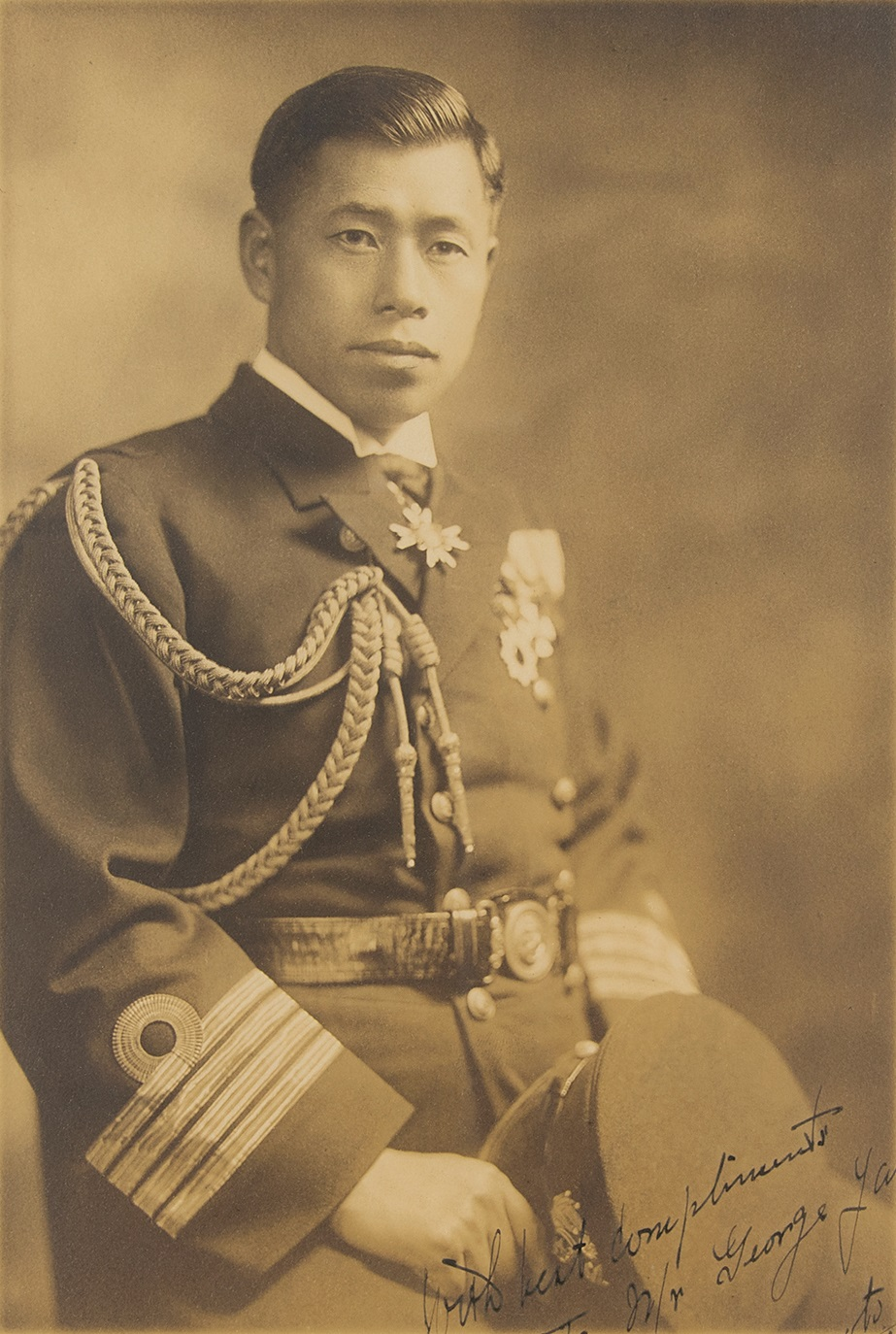
Капітан І рангу Ісороку Ямамото, 1928 рік

Першим кораблем, який Ямамото очолив, став крейсер Ісудзу в 1923 році, а наступним — авіаносець Акаґі. Ямамото був великим прихильником морської авіації та, на відміну від більшості морських офіцерів Японії, вважав, що основу майбутніх війн на морі складатимуть авіаносці, а не лінкори, проте він не мав можливості вплинути на співвідношення лінкорів і авіаносців, які будувалися. Починаючи з 1934 року він опонував високопоставленим адміралам-прихильникам масового будівництва лінкорів.
Ісороку взяв участь у Другій лондонській морській конференції у 1930 році, перебуваючи у званні контрадмірала. Через чотири роки він брав участь у новій конференції вже у званні віцеадмірала, адже японський уряд вважав, що професійний військовий фахівець обов'язково повинен супроводжувати дипломатів під час обговорення питань щодо озброєнь.

Віцеадмірал Ямамото на посаді заступника міністра флоту, 1939 рік

Ямамото належав до когорти офіцерів, які не підтримували агресивну політику Японії та виступали за дипломатичне врегулювання конфліктів. Сам Ісороку був проти вторгнення до Маньчжурії, війни з Китаєм, підписання Берлінського пакту 1940 року та війни проти США. Ця позиція в нього сформувалася в основному під час навчання в Гарвардському університеті, де йому прищепили демократизм та гуманізм. Одочасно з цим, Ісороку активно висловлював ідею створення потужного флоту берегової охорони, який би підтримував безпеку країни, а не здійснював транпортування військ на материк для майбутніх аргесивних дій. У грудні 1937 року, будучи заступником міністра флоту, офіційно перепросив у американського посла Кларка Грю за бомбардування канонерського човна Панай. Ця принципова позиція Ямамото дала можливість багатьом мілітаристам у Японії, особливо офіцерам Квантунської армії, нещадно його критикувати. Він отримував велику кількість листів із погрозами від японських націоналістів та мілітаристів після того, як виступив проти союзу Японії та Третього Рейху. Проте Ісороку спокійно сприймав ці погрози. Він писав:
Загинути за імператора та за Батьківщину — це найвища честь для військового. Квіти сходять на тому полі, де пройшов важкий і хоробрий бій. Навіть під загрозою смерті солдат буде вічно вірний імператору та його землі. Життя і смерть однієї людини нічого не означає. Імперія понад усе. Як говорив Конфуцій: «Можна роздавити кіновар, але не можна позбавити його кольору, можна спалити квіти, але не можна знищити їхній запах». Вони можуть знищити моє тіло, але вони ніколи не зможуть підкорити мою волю. 
Урешті-решт, втомившись від непохитної позиції Ямамото, Йонай Міцумаса 30 серпня 1939 року призначив його головнокомандувачем Об'єднаного флоту. Міністр вважав, що це був єдиний шанс врятувати життя Ямамото, адже його вбили б, якби він залишився «на суші». Крім того, Ісороку постійно охороняли бійці військової поліції.
15 листопада 1940 року Ісороку Ямамото було присвоєно звання адмірала.

## Друга світова війна
Після того як генерал Хідекі Тодзьо посів посаду прем'єр-міністра 18 жовтня 1941 року, багато хто вважав, що кар'єру Ямамото закінчено. Тодзьо був його затятим противником ще з тих часів, коли Ямамото служив заступником міністра флоту Японії. Ба більше, генерал був головним ідеологом захоплення Маньчжурії. Проте Ісороку зміг зберегти за собою посаду очільника Об'єднаного флоту. Першою причиною цього стала велика популярність адмірала серед офіцерів флоту, другою — близькі стосунки з імператорською сім'єю. Крім того, в уряді розуміли, що на той час більш компетентного за адмірала Ямамото командира, який зміг би привести Японію до перемоги, не було.

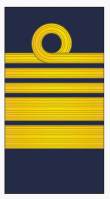
Нарукавна відзнака адмірала Ісороку Ямамото

Японія наближалася до війни з США вже в 1940 році. Ямамото, бажаючи досягнути максимальної ефективності військової авіації, ініціював створення 1-о авіаносного флоту, до якого входили шість найбільших авіаносців Японії. Крім того, адмірал взявся за формування та розвиток 11-о повітряного флоту (який пізніше взяв участь у знищенні американської авіації на Філіппінах).
У січні 1941 року Ямамото пішов ще далі й запропонував радикальний перегляд японської військово-морської стратегії. Тогочасний план передбачав здійснення бойових дій з використанням легких сухопутних формувань, підводних човнів і берегової авіації, які змогли б виснажити американський флот під час руху останнього через Тихий океан. Далі ж планувалася організація вирішальної битви у Філіппінському морі з використанням лінійних кораблів. Ямамото розумів, що американські сили, враховуючи їхній великий військовий потенціал, навряд чи вдасться розбити таким чином. Ісороку вважав, що правильніше буде завдати масштабний та несподіваний удар на перших етапах війни, щоб різко скоротити чисельність сил ворога, придатних до ведення бойових дій. Він очікував, що такі дії поставлять США в стан шоку, через що американський уряд захоче якомога швидше припинити війну шляхом ведення дипломатичних переговорів.
Спершу Генеральний штаб флоту відмовився підтримати цей план адмірала. Останній негайно подав у відставку, розуміючи, що його популярність допоможе досягнути бажаного. Зрештою Осамі Наґано та інші лідери Генерального штабу погодилися з оновленою стратегією Ямамото. Було вирішено використати елемент раптовості та напасти на Перл-Гарбор, повністю розгромити Тихоокеанський флот США, почати вторгнення до Голландської Ост-Індії та Філіппін і тим самим посадити США за стіл переговорів. Навіть у випадку, якби США продовжили б війну, подібна перемога дала б Японії щонайменше шість місяців часу для захоплення Голландської Ост-Індії без втручання американських сил. 1-й авіаносний флот почав приготування для нальоту на Перл-Гарбор, попутно вирішуючи безліч технічних проблем, включаючи питання пуску торпед на мілководді Перл-Гарбора і виробництва бронебійних бомб шляхом механічної обробки снарядів.
Ямамото провів низку перетворень у морській авіації Японської імперії. Незважаючи на те, що адмірал отримав найбільшу славу за свою роботу з авіаносцями, переважно через бої за Перл-Гарбор і Мідвей, ще більший внесок Ямамото зробив у розвиток берегової авіації, особливо в розробку бомбардувальників G3M і G4M. Він вимагав забезпечити більшу дистанцію польоту та краще озброєння літаків торпедами. Внаслідок цього потрібна дальність перельоту для бомбардувальників була досягнута, проте бомбардувальники залишалися легкими. З баками, повними пального, вони були особливо беззахисні проти ворожого вогню, адже їхні паливні баки були металевими, а не фібровими і при влучанні в них завжди спалахували.
Коли стало зрозумілим, що війні зі Сполученими Штатами Америки запобігти не вдасться, Ямамото почав розробляти плани військових операцій. Він розумів, що в тривалій війні Японія не зможе вистояти, а тому розраховував на блискавичну війну та повну перемогу над ворогом протягом декількох місяців. Першим акордом мав стати напад на Перл-Гарбор, де планувалося знищити весь Тихоокеанський флот США та тим самим ізолювати ворога від Тихоокеанського театру бойових дій.

### Перл-Гарбор

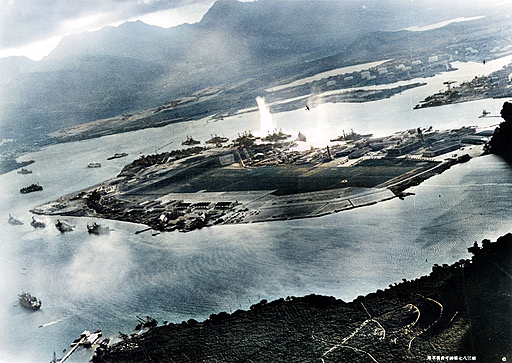
Момент влучання торпеди у лінкор Вест Вірджинія під час нападу на Перл-Гарбор

Як і планував Ямамото, 1-й авіаносний флот у складі шести авіаносців з майже 400 літаками на борту розпочав бойові дії проти США 7 грудня 1941 року нападом на Перл-Гарбор, до якого було залучено близько 350 літаків. Атака відбувалася у два етапи та була доволі успішною для японських військ. Цей напад став повною несподіванкою для американських сил, які не змогли організувати належну оборону, що й привело до великих втрат з їхнього боку. Японці змогли потопити та пошкодити 19 американських кораблів різних класів та декілька сотень літаків, було вбито та поранено близько трьох з половиною тисяч солдатів та офіцерів армії США. Втрати ж 1-о авіаносного флоту склали лише 5 малих підводних човнів, 29 знищених та декілька десятків пошкоджених літаків.

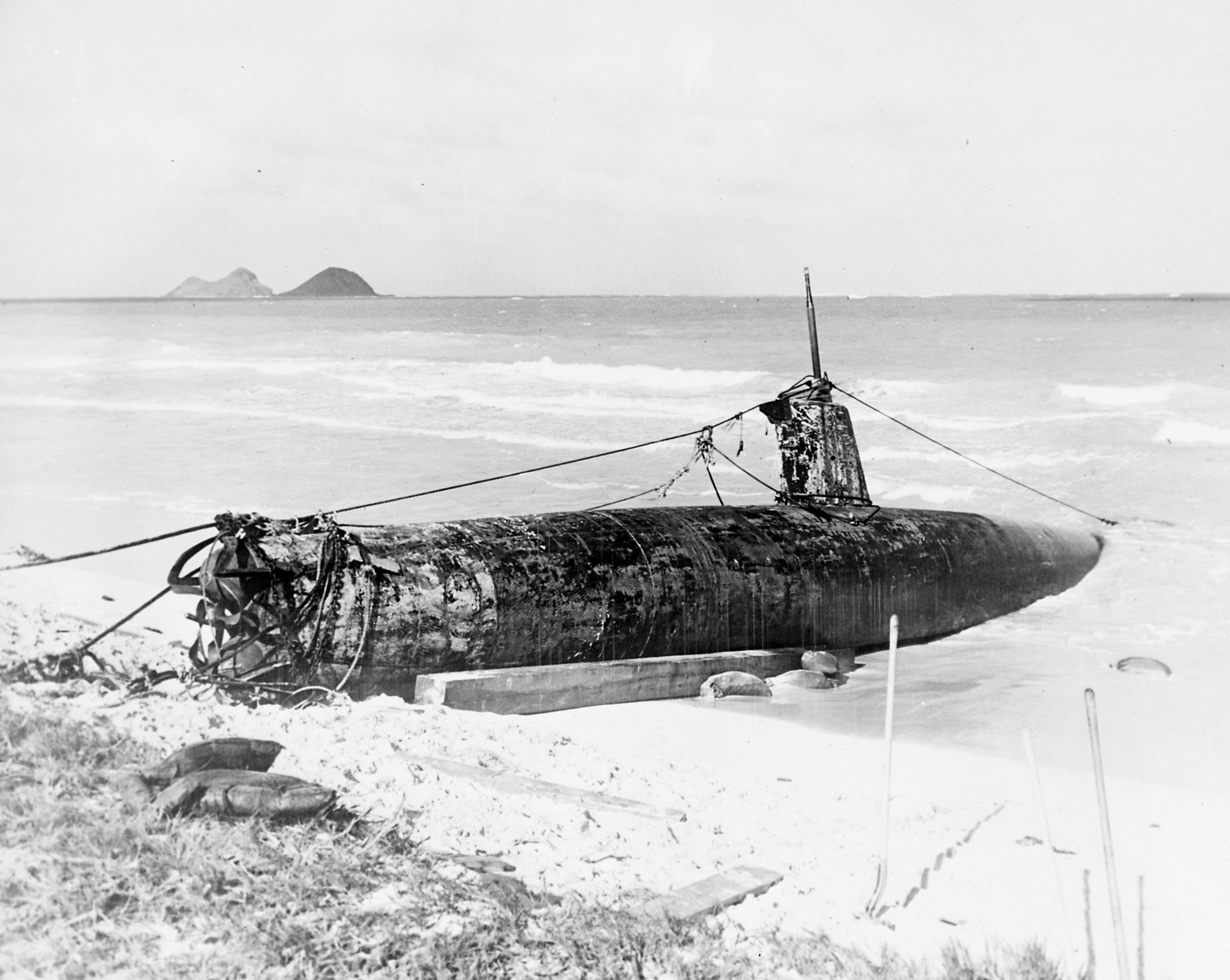
Японська мінісубмарина, захоплена американцями під час боїв за Перл-Гарбор

Однак замість того, щоб добити ворожі сили, командир 1-о авіаносного флоту віцеадмірал Тюїті Наґумо наказав відступити. Пізніше Ямамото критикував це рішення Наґумо, оскільки той не зумів скористатися обставинами, щоб виявити та знищити американські авіаносці, які були відсутні в гавані через навчання. Проте Наґумо доводив, що, якби він вислав свої літаки на їхній пошук, то для японських військ збільшився би ризик бути виявленими та, відповідно, зазнати атаки з боку американських сил. Крім того, японські бомбардувальники не мали вдосталь потрібного бойового вантажу для ефективного бомбардування як авіаносців, так й інших стратегічних цілей на острові Оаху. Більше того, оскільки атака на Перл-Гарбор відбувалася у два етапи шляхом двох великих нальотів, сонце вже опустилося, тому не вистачало світла для здійснення швидкого пошуку цілей. Урешті-решт, Наґумо не був покараний за свої дії.
Ямамото наказав 1-у авіаносному флоту на зворотному шляху атакувати Мідвей, проте Наґумо не виконав цей наказ, посилаючись на погану погоду. Існують твердження, що не це стало головною причиною невиконання наказу, а зверхність самого Наґумо, який вважав, що й так досягнув гігантського успіху. Через це напад на Мідвей був організований лише через півроку.

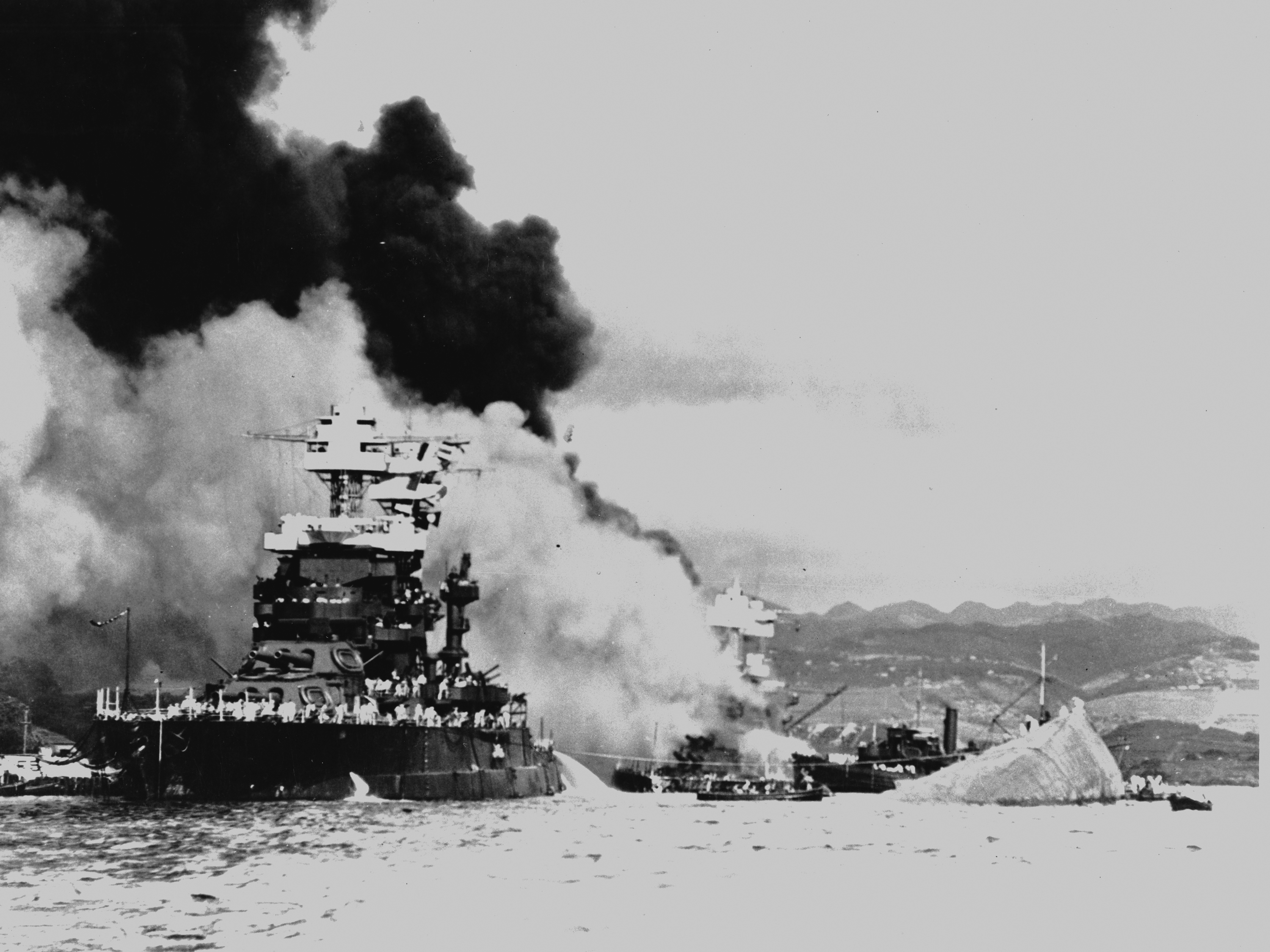
Американські кораблі під бомбардуванням під час нападу на Перл-Гарбор

З точки зору військової стратегії та тактики, напад на Перл-Гарбор увінчався успіхом для Японії. Так американські сили вже були не в змозі завадити японському вторгненню до Голландської Ост-Індії. Військово-морські сили США змушені були відмовитися від ідеї атакувати японців біля Філіппін. Фактично напад на Перл-Гарбор став втіленням побоювань адмірала Джеймса Річардсона, який ще в 1940 році звертав увагу президента Рузвельта на необхідність передислокування сил із Перл-Гарбора до США, адже думав, що тут вони стануть легкою мішенню для Японії. Проте тоді Рузвельт не послухав адмірала.
Проте військовий, стратегічний та тактичний успіхи японців у нападі на Перл-Гарбор ознаменувалися поразкою на політичній та дипломатичній арені. США негайно оголосили війну Японії, а громадськість була настільки збурена, що суспільство об'єдналося заради спільної мети — перемоги над ворогом. Тобто, саме Перл-Гарбор став причиною негайного вступу США в Другу світову війну.
Ще в середині 1941 року прем'єр-міністр Японії Фумімаро Коное попросив адмірала Ямамото висловити думку про розвиток подій у можливій війні зі Сполученими Штатами. Останній сказав, що успішними можуть стати перші шість місяців війни або навіть рік, проте він узагалі немає впевненості щодо того, що буде далі.
Це передбачення Ямамото пізніше втілилося в життя, коли Японія з легкістю захоплювала території й острови в перші шість місяців війни, а потім зазнала найтяжчої поразки в битві за Мідвей 4-7 червня 1942 року — в битві, яка змінила співвідношення сил в Тихому океані на користь США і дозволила Америці перехопити стратегічну ініціативу у війні.

### Шість місяців тріумфу

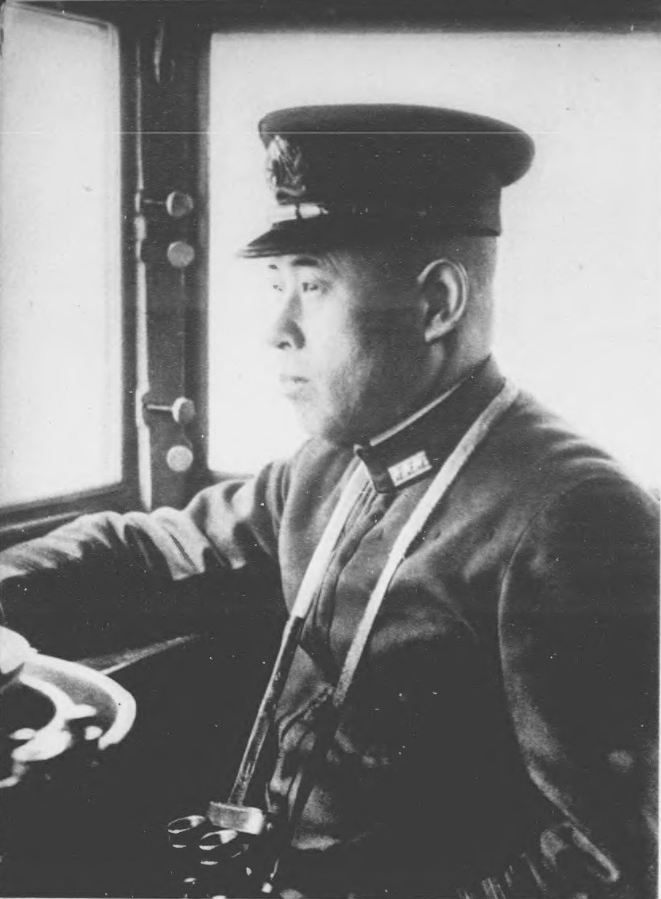
Адмірал Ямамото в 1941 році

Об'єднаний флот Ямамото, який зміг нейтралізувати Тихоокеанський флот у Перл-Гарборі, почав виконання великого стратегічного плану, розробленого спільно Генеральним штабом флоту та Імперською армією Японії. Зараз 1-й авіаносний флот рухався Тихим океаном, завдаючи повітряних ударів по американських, британських, австралійських та нідерландських воєнних базах, починаючи від острова Вейк та закінчуючи Шрі-Ланкою. 11-й повітряний флот же завдав поразки американській 5-й повітряній армії на Філіппінах. Більшість американських літаків навіть не були підняті в повітря, адже наліт відбувся за декілька годин після нападу на Перл-Гарбор, тому американське керівництво не очікувало настільки швидких дій із боку Японії. Пізніше було потоплено британське з'єднання Z. 27 лютого 1942 року відбулася висадка японського десанту в Яванському морі, що допомогло придушити опір військ союзників. Голландську Ост-Індію було повністю окуповано, а на Філіппінах продовжувався тільки локальний опір. Ці перемоги у своїй сукупності дозволила японським військам захопити багаті родовища нафти та каучуку, що було дуже важливим для забезпечення можливості продовжувати ведення бойових дій на морі.
Проте на цьому етапі активні дії японських військ були призупинені. США та Британія відмовлялися від ідей з дипломатичними переговорами. Тому японські генерали почали обмірковувати шляхи зміцнення власних позицій та укріплення нещодавно захоплених територій. Ямамото активно брав участь в обговореннях цього питання, проте не мав єдиної позиції, в різний час підтримуючи різні плани або навіть пропонуючи свої. Генеральний штаб відкинув ідеї окупації Індії та Австралії, адже на даному етапі це було майже неможливим через недостатню кількість живої сили та морських транспортів для її переміщення. Проте японська армія вирішила захопити Бірму, дійти до Індії та сприяти тамтешньому націоналістичному руху з метою дистабілізації ситуації в британській колонії, атакувати Нову Гвінею та Соломонові острови, щоб перерізати морські шляхи сполучень між Австралією та США. Ямамото розпочав швидку розробку планів операцій щодо Мідвею та водночас сформував з'єднання під командуванням контрадмірала Такео Такагі, включивши до нього 5-й авіаносний дивізіон із двома новими великими авіаносцями Сьокаку та Дзуйкаку. Дане з'єднання повинне було підтримувати захоплення островів Тулагі та Гуадалканалу, які були потрібні для створення морських та авіаційних плацдармів, а також міста Порт-Морсбі, на південному березі Папуа Нової Гвінеї, для створення плацдарму для початку майбутнього наступу на Австралію.
Операція із захоплення Порт-Морсбі розвивалася зовсім не так, як того хотів Ісороку. Незважаючи на те, що острови Тулагі і Гуадалканал були взяті, флот на шляху до Порт-Морсбі був змушений відступити після того, як Такагі зіткнувся з американськими авіаносцями та вступив у бій у Кораловому морі на початку травня. Японці потопили американський авіаносець Лексінгтон, втративши при цьому один зі своїх менших авіаносців, але Сьокаку був пошкоджений настільки, що потребував докового ремонту. Американський зенітний вогонь і винищувачі, а також японські операційні невдачі помітно погіршили ефективність їхніх пікірувальних бомбардувальників, а також торпедоносних літаків на Сьокаку і Дзуйкаку. Ці втрати зробили авіаносець Дзуйкаку недієздатним, доки не прибули нові літаки та досвідчені пілоти.

### Битва за Мідвей
Протягом тривалого часу була популярною думка, що сили Японії хотіли виманити флот США на північ від Перл-Гарбору. Ходили чутки, що саме задля цього 5-й флот був посланий на захоплення Алеутських островів із завданням атакувати Голландську гавань та острів Уналашка, а також захопити далекі острови Киска та Атту. Але сучасні дослідники виявили, що ця авантюра була ідеєю одного лише Генерального штабу і що Ямамото погодився провести цю операцію лише в тому випадку, якщо буде схвалено заплановану ним операцію.

План Ямамото полягав у тому, що в той час, коли 5-й флот просувається на Алеути, 1-й авіаносний флот повинен атакувати атол Мідвей і розгромити всю авіацію противника, яка розташовувалася на ньому. Коли авіація буде нейтралізована, 2-й флот мав висадити десант чисельністю в 5000 бійців і вибити американських морських піхотинців з атола. Очікувалося, що після захоплення Мідвея американські авіаносці потраплять у спеціально підготовлену пастку на заході, де 1-а швидкохідна їх і розгромить. Після цього 1-й флот, за підтримки 2-о флоту, повинен буде очистити цей сектор від залишків сил противника і завершити розгром Тихоокеанського флоту США. Щоб запобігти будь-яким несподіванкам, Ямамото вирішив провести дві додаткові операції для підстрахування. Першою став розвідувальний повітряний виліт у Перл-Гарбор (операція «К»), щоб переконатися, що американські авіаносці знаходилися саме там. Другою стала пікетна лінія підводних човнів, яка мала вчасно зафіксувати пересування авіаносців супротивника до атола Мідвей і таким чином дати можливість 1-у авіаносному флоту, а також 1-у та 2-у флотам згрупуватися для атаки на них.

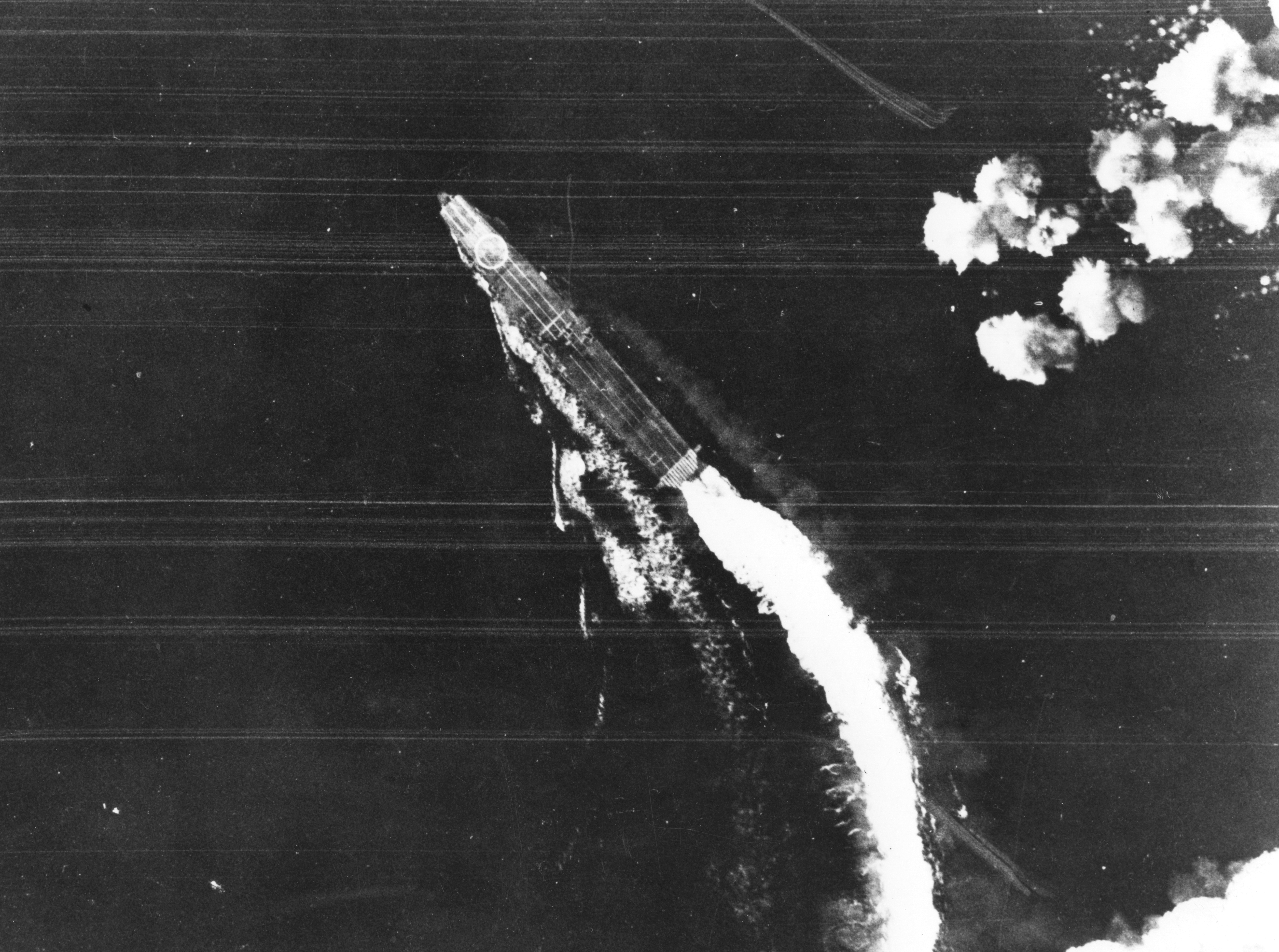
Японський авіаносець Хірю, що маневрує під час атаки американських бомбардувальників у битві за Мідвей

Підготовка плану була дуже швидкою, але в результаті план вийшов продуманим, добре організованим і здійснювався в найзручніший для Японії момент. Проти чотирьох авіаносців, двох легких авіаносців, 11 лінкорів, 16 крейсерів та 46 есмінців, які мали брати участь у битві, американці мали змогу виставити лише три авіаносці, вісім крейсерів та 15 есмінців. Перевага в силах була просто величезною, сторони були рівними лише в кількості літаків і підводних човнів. Незважаючи на всі проблеми на стадії планування, здавалося, що Ямамото на цей раз доб'є ворога. Але американські шифрувальники зуміли розшифрувати японський військовий код і дізналися про плани щодо проведення операції ще до її початку. Внаслідок цього американський адмірал Честер Німіц, командувач Тихоокеанським флотом, зумів звести нанівець розвідувальні операції японців, а також здійснив передислокацію сил, щоб застати ворога зненацька. За розрахунками Німіца, три авіаносці та авіація надавали йому достатньо сил для знищення 1-о авіаносного флоту Наґумо.
Після нальоту японських гідролітаків 14 травня Німіц виділив тральщик для здійснення контролю за запланованою заправною точкою японських літаків під час «операції К», через що останні вирішили скасувати цю операцію, залишивши Ямамото без важливих даних про позиції американців. Більше того, сили Німіца почали рух до Мідвея раніше, ніж цього очікували японці. Тим самим американцям вдалося розминутися з пікетом підводних човнів, зірвавши другу розвідувальну операцію сил Ямамото. Пізніше авіаносці Німіца розташувалися таким чином, щоб захопити ворога зненацька, коли той почне свою атаку на атол. Чисто символічно підрозділ, який складався з кількох крейсерів та есмінців, був надісланий у напрямку Алеутів, проте ніяких надій на нього у питанні відбиття тамтешнього наступу японського флоту ніхто не покладав.

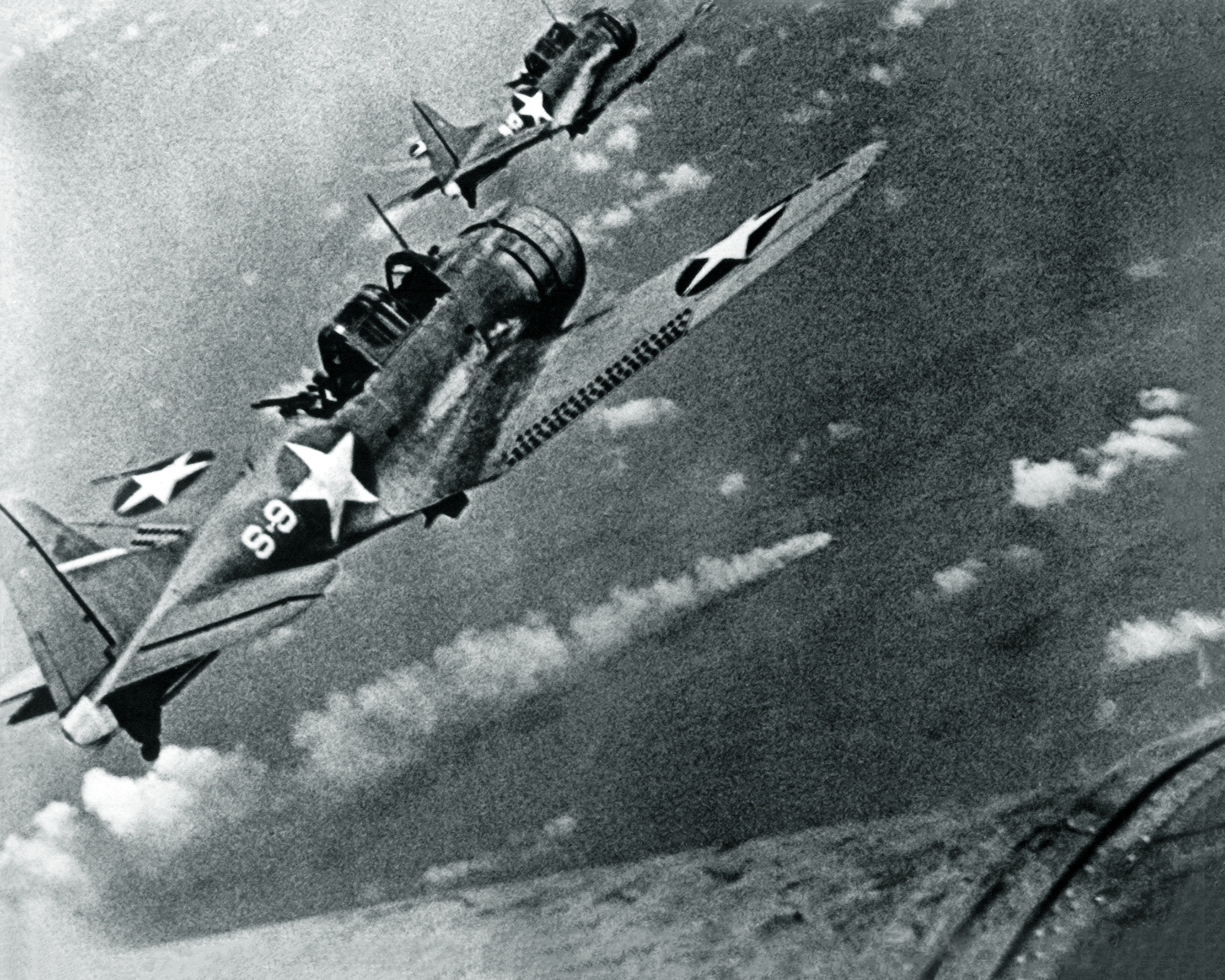
Пікіруючі бомбардувальники Даунтлес атакують японський крейсер Мікума

4 червня 1942 року флот США, в основному завдяки щасливому збігу обставин і кмітливості пілотів, знищив усі чотири авіаносці 1-о авіаносного флоту — Акаґі, Каґа, Сорю та Хірю. У відповідь японські авіатори змогли завдати критичних ушкоджень лише одному авіаносцю США, Йорктауну. Пізніше залишений корабельною командою, Йорктаун був знищений у процесі евакуації в Перл-Гарбор: японський підводний човен завдав удару в правий борт двома торпедами, після чого авіаносець затонув. Після того, як його авіаносці були знищені, а решта сил ще не перегрупувалася для морського бою, Ямамото спробував провести маневр ще наявними в нього боєздатними силами лінкорів, щоб заманити американців у пастку. Однак маневр не вдався, оскільки адмірал Реймонд Спрюенс зумів швидко відійти на схід і зайняти оборону атола Мідвей. Не знаючи, що японці розташували кілька лінкорів (включаючи найпотужніший із них, Ямато) у цьому секторі, він також не знав, що морська надводна битва вночі може обернутися для нього поразкою, адже американські авіаносці та крейсери опиняться в доволі невигідних умовах. Проте маневр, здійснений ним, нівелював цей ризик, допомігши американцям зайняти вигідніші позиції біля атола, що фактично означало гарантовану невдачу для японських кораблів, адже тепер вони могли здійснювати лише лобову атаку. Проаналізувавши обставини та зрозумівши, що битву програно, Ямамото скасував подальшу атаку на Мідвей і наказав відступити.
Саме ця битва стала точкою неповернення для Японії у Другій світовій війні, адже саме тут її флот втратив стратегічну ініціативу та зазнав великих втрат. Однією з головних причин поразки називають блискучу роботу американських зв'язківців, які перехопленням інформації змогли врятувати весь флот, позбавивши віцеадмірала Наґумо потрібних йому розвідувальних даних, володіючи якими останній не починав би свою атаку та не потрапив би у пастку.

### Подальші події
Японія хотіла знову перейти в наступ, плануючи нову операцію, яка була націлена на захоплення островів Самоа і Фіджі, щоб продовжити перерізати морські шляхи сполучення між Америкою та Австралією. Цією операцією вона сподівалися заблокувати американські та австралійські війська під командуванням генерала Дугласа Макартура на Новій Гвінеї. Також продовжувалося будівництво аеродрому на Гуадалканалі. Особливо це злило адмірала Ернеста Кінга, американського опонента Ямамото. Кінг наполягав на ідеї якнайшвидшої контратаки для того, щоб не дати японцям схаменутися і перегрупуватися. Ця ідея була прийнята.
Все почалося з наступу на Гуадалканал: десант був висаджений на острів у серпні 1942 року, важкі затяжні бої тривали до лютого 1943 року. Ця атака знаменувала собою початок війни на виснаження, яку Японія через відсутність достатнього об'єму ресурсів не могла собі дозволити. Адмірал Ямамото майже був усунутий від командування, продовжуючи здійснювати свої функції більшою мірою для того, щоб хоч якось підтримати підірваний моральний дух моряків Об'єднаного флоту. Поразка біля Мідвею сильно підірвала його репутацію, через що Генеральний штаб флоту не бажав більше вплутуватися в ризиковані авантюри адмірала.
Ямамото довелося діяти за класичною оборонною стратегією, яку він ніколи не приймав. Атака на Гуадалканал поставила японців у доволі скрутне становище: вони намагалися одночасно наступати на Новій Гвінеї, утримувати під своїм контролем води Тихого океану і готувати наступальну операцію із захоплення Фіджі та Самоа. Пізніше останню було скасовано. Японія спробувала одночасно наступати на Нову Гвінею та відбити Гуадалканал. З розтягнутими тилами і через брак боєприпасів та живої сили, хронічну нездатність японського командування налагодити взаємодію між армією та флотом ці спроби зазнали невдачі.
Ямамото провів кілька дрібних операцій з використанням Об'єднаного флоту, які завдали втрат американським силам, але й сам зазнав їх. Були зроблені три спроби відбити острів Гуадалканал: дві битви авіаносців, якими Ямамото командував особисто — у районі східних Соломонових островів та біля острова Санта-Крус, а також морський бій за Гуадалканал у листопаді. Усі битви проводилися для підтримки наступальних дій сухопутних військ. Флот Ямамото зумів завдати великих втрат ворогу, але й сам був сильно пошарпаний, оскільки не зміг втягнути американців у велику битву у відкритому морі, а всі бойові дії здійснювали в прибережній смузі, що завжди нівелювало перевагу Об'єднаного флоту. Крім того, японці зазнали великих втрат серед пікірувальних та торпедних бомбардувальників, що ще більше погіршило стан авіаносців. Японія не могла швидко навчити достатню кількість пілотів для поповнення втрат серед особового складу, а тому якість дій морської та берегової авіації почала різко падати. Імперія вже відчувала брак ресурсів. Після остаточної втрати Гуадалканалу в лютому 1943 року Японія більше не робила жодних спроб провести велику битву на Соломонових островах, але дрібні сутички тривали. Ямамото змінив акцент повітряної підтримки з літаків пошарпаних авіаносців на берегову авіацію.

## Смерть

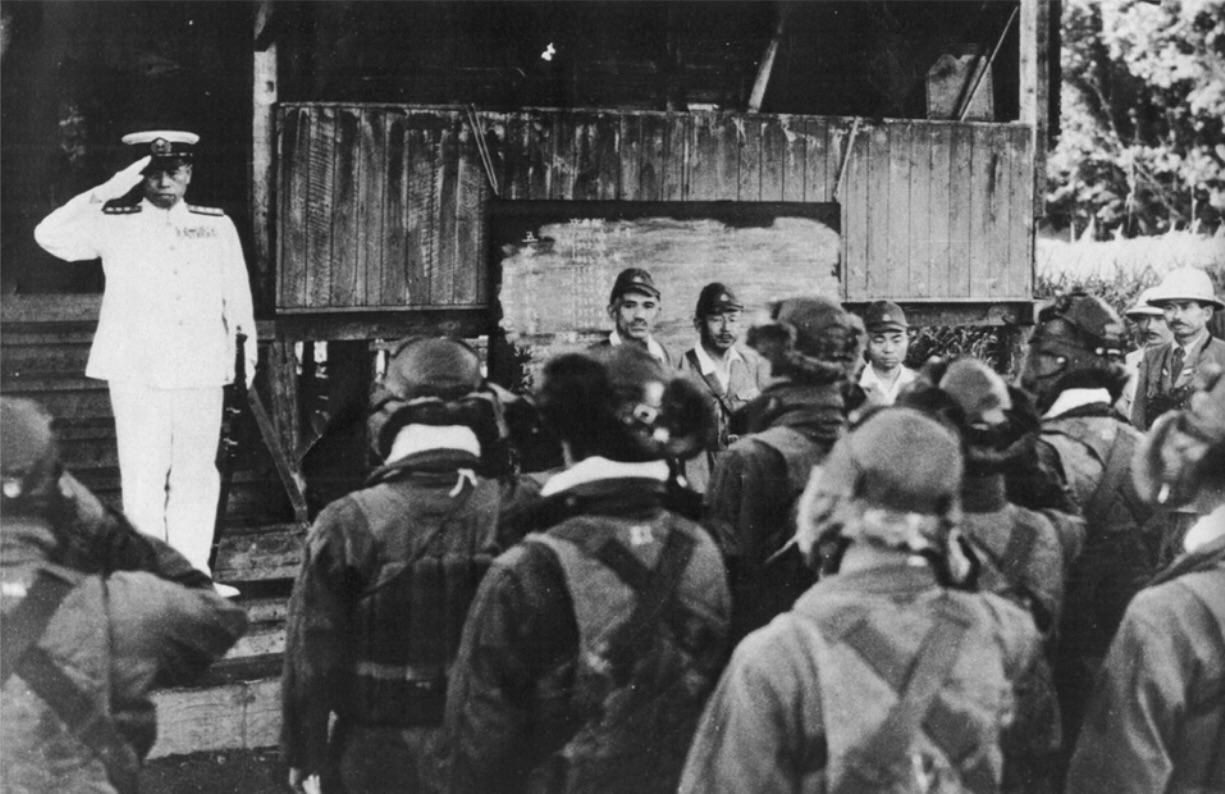
Ісороку Ямамото перед військовими льотчиками в Рабаулі, 18 квітня 1943 року

Щоб підняти бойовий дух військ після поразки на Гуадалканалі, Ямамото вирішив особисто провести інспекцію військ у південному секторі Тихого океану.
14 квітня 1943 року в рамках американської розвідувальної операції була перехоплена та розшифрована радіограма, яка містила деталі польоту Ямамото, включаючи розклад прибуття на всі об'єкти, а також номери та тип літаків, на яких він та його супровід пересуватимуться. З шифрування стало зрозуміло, що Ямамото полетить з Рабаула на аеродром Баллалаї на острові Бугенвіль (Соломонові острови) 18 квітня 1943 року. Президент США Франклін Рузвельт наказав міністру військово-морських сил Френку Ноксу ліквідувати Ямамото. Нокс передав цей наказ адміралу Честеру Німіцу.
Для проведення перехоплення було обрано 339-ю винищувальну ескадрилью 347-ї винищувальної групи 13-ї повітряної армії, оскільки їхні літаки P-38 Лайтнінг мали достатню потужність для здійснення польотів великої дальність. Пілоти були повідомлені, що вони будуть проводити перехоплення «високопоставленого офіцера», але до самого завершення операції не знали, кого саме.

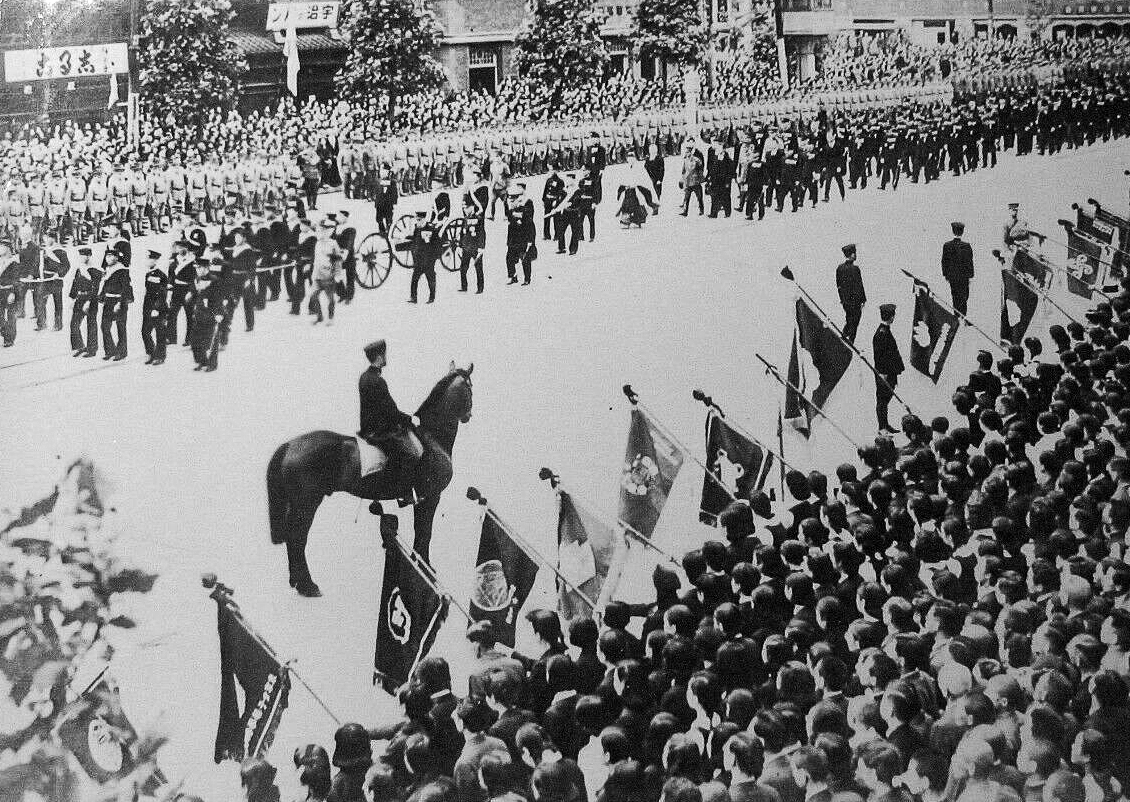
Похорон Ісороку Ямамото

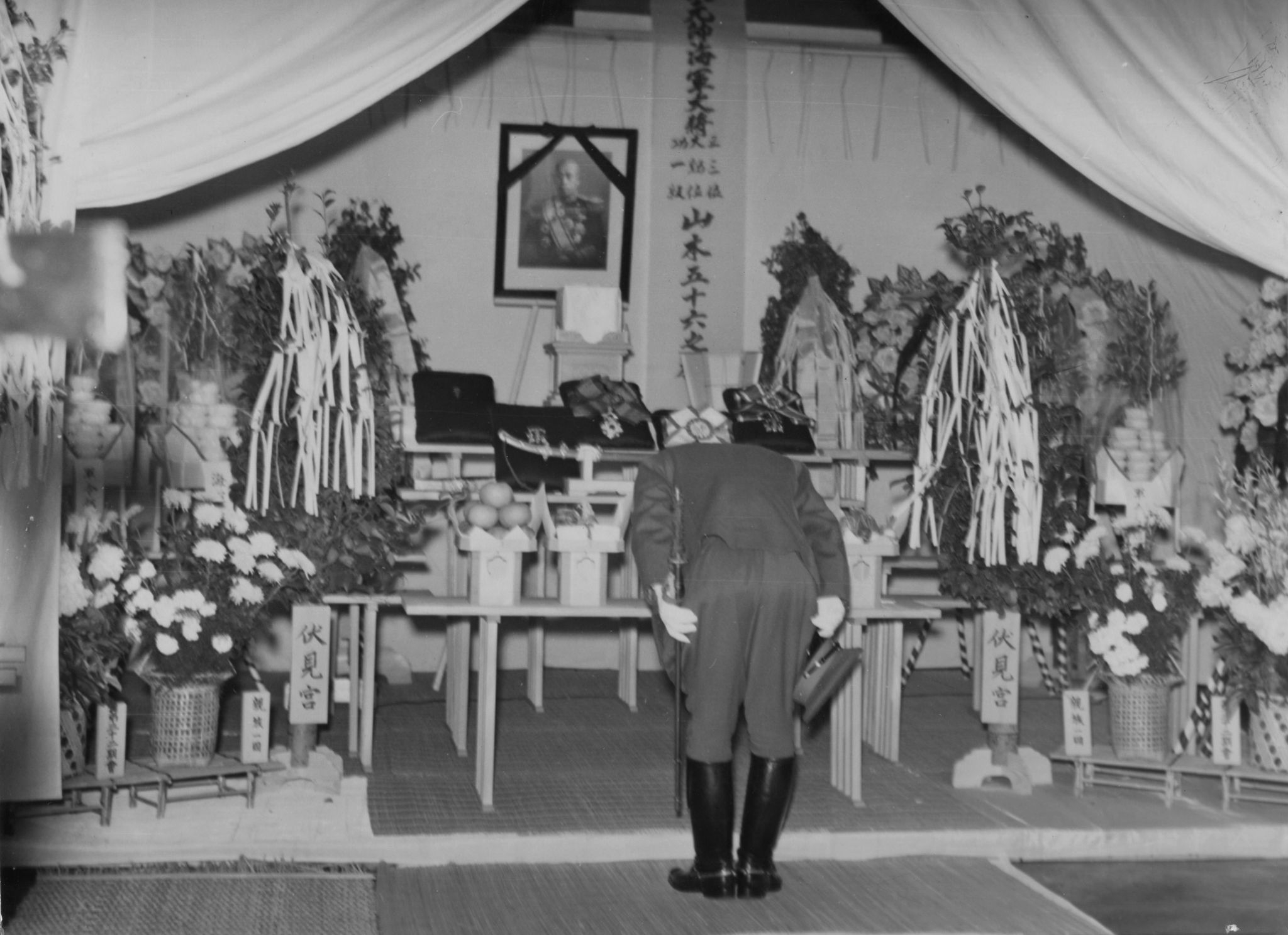
Прем'єр-міністр Хідекі Тодзьо на похороні адмірала Ямамото

Вранці 18 квітня, незважаючи на поради місцевих командирів скасувати політ через ризик перехоплення, Ямамото вилетів із Рабаула за розкладом на бомбардувальнику (Ямамото сидів у рубці, ліворуч від пілота) для перельоту за 315 миль. Незабаром після цього вісімнадцять спеціально обладнаних додатковими паливними баками P-38 піднялися з Гуадалканалу. Вони летіли на дуже малій висоті та підтримували радіомовчання протягом майже всього часу перельоту, щоб їх не виявили. О 09:34 за токійським часом групи зустрілися, і зав'язався повітряний бій між американськими літаками та винищувачами зі супроводу Ямамото. Лейтенант Рекс Т. Барбер атакував бомбардувальник, яким летів адмірал. Барбер пошкодив двигун літака, після чого той впав у джунглі.

## Особисте життя
Ямамото активно займався каліграфією і писав вірші, які, однак, були названі критиками «занадто монотонними».
У Ісороку та його дружини Рейко було четверо дітей: двоє синів та дві дочки.
Ямамото був дуже азартним, він любив ґо, сьоґі, більярд, бридж, маджонг, покер та інші ігри, які лоскотали нерви та допомагали розумовій діяльності. Він часто жартував, що якби поїхав до Монако і відкрив своє власне казино, то приніс би імператорові набагато більше користі, ніж під час служби на флоті. Багато хто вважав, що Ямамото володів даром провидця, оскільки він міг дуже точно передбачити як розвиток битви, так і можливий хід подій загалом.
Здобувши освіту в США, Ямамото цікавився біографіями відомих американців. Зокрема він прочитав кілька книг про Лінкольна і перейнявся глибокою повагою до його особистості. Він казав, що саме людяне ставлення до своїх підлеглих і до простих людей надавало йому величі. Ямамото відповідав на всі отримані листи, навіть від дітей, користуючись при цьому китайським пензликом, а не ручкою. До 1937 року Ямамото курив, але кинув зі словами, що це «до закінчення війни в Китаї», і, оскільки війна в Китаї не закінчувалася, адмірал не курив аж до смерті.
Ямамото мав зріст 160 см та вагу 56-58 кг; через отримані в Цусімській битві поранення мав численні шрами на нижній частині тіла, тому лазні він відвідував зазвичай уже вночі. Попри популярність серед жінок, пов'язану з його посадою, дотепністю та успіхом в азартних іграх, він до кінця свого життя залишався сором'язливим.

## Нагороди
- Пам'ятна медаль вступу на престол імператора Тайсьо
- Військова медаль 1918—1920
- Пам'ятна медаль вступу на престол імператора Сьова
- Медаль закордонної війни
- Медаль члена Японського Червоного Хреста
- Медаль Китайського інциденту 1937
- Орден Заслуг Червоного Хреста
- Орден Золотого шуліки
  - 2-го класу (14 травня 1931)
  - 1-го класу (23 березня 1939)
- Орден Квітів павловнії
- Знак асоціації «Наступний в роду» (1943) — за поранення.
- Нагрудний знак адмірала (5 червня 1943, посмертно)
- Орден хризантеми (5 червня 1943, посмертно)

### Маньчжурська держава
- Медаль національного фонду «Велика Маньчжурія»
- Пам'ятна медаль імператорського візиту в Японію

### Королівство Італія
- Орден Корони Італії, великий хрест
- Савойський військовий орден, великий хрест

### Третій Рейх
- Залізний хрест 2-го і 1-го класу
- Орден Заслуг німецького орла 1-го класу
- Лицарський хрест Залізного хреста з дубовим листям і мечами (27 травня 1943, посмертно) — отримав 3 класи ордена одночасно.